# Saint-Martin-le-Bouillant
Pour les articles homonymes, voir Saint-Martin.
Saint-Martin-le-Bouillant est une commune française, située dans le département de la Manche en région Normandie, peuplée de 312 habitants.

## Géographie
La commune est au nord-est de l'Avranchin, aux confins du Bocage virois et du pays saint-lois. Son bourg est à 8 km au nord de Brécey, à 9 km au sud de Villedieu-les-Poêles, à 11 km au nord-ouest de Saint-Pois et à 23 km au nord-est d'Avranches.
Saint-Martin-le-Bouillant est en retrait des principaux axes routiers régionaux, notamment de la route départementale no 999 (ancienne route nationale 799) qui passe par Chérencé-le-Héron à l'ouest, reliant Saint-Lô au nord à Brécey et Saint-Hilaire-du-Harcouët au sud. Le nord du territoire est traversé par la D 81 joignant la D 33 — venant de Coulouvray-Boisbenâtre à l'est — à la D 999. Du bourg, on y accède par la D 209 qui se prolonge vers Saint-Laurent-de-Cuves au sud-est. Elle croise à l'est du territoire la D 233 qui permet de rejoindre Brécey au sud et, rejoignant la D 33 au même carrefour que la D 81, conduit à La Chapelle-Cécelin au nord. L'accès à l'A84 est à Fleury (échangeur 37) et à La Colombe (échangeur 38) à 11 km au nord.
Saint-Martin-le-Bouillant est dans le bassin de la Sée. La D 233 matérialise une ligne de partage des eaux entre deux de ses affluents. La partie occidentale, la plus étendue, est dans le bassin du Bieu (ou Anguille) qui délimite le territoire à l'ouest. L'est du territoire communal est dans le bassin du ruisseau de Saint-Laurent par son affluent le ruisseau de la Chaussée qui marque la limite orientale. Les eaux communales sont principalement drainées par trois affluents de rive gauche du Bieu dont le ruisseau de la Gairie, au sud.
Le point culminant (252 m) se situe à l'est, sur la D 233, près du lieu-dit Longuet. Le point le plus bas (90 m) correspond à la sortie du Bieu (ou Anguille) du territoire, au sud-ouest. La commune est bocagère.
| Chérencé-le-Héron                            | La Chapelle-Cécelin, Boisyvon | Coulouvray-Boisbenâtre |
| Saint-Jean-du-Corail-des-Bois                | Saint-Martin-le-Bouillant     | Coulouvray-Boisbenâtre |
| Saint-Nicolas-des-Bois, Les Loges-sur-Brécey | Les Loges-sur-Brécey          | Saint-Laurent-de-Cuves |

### Hydrographie
La commune est située dans le bassin Seine-Normandie. Elle est drainée par le Bieu, le ruisseau de la Chaussee, le fossé 01 de la Guesnonerie, le fossé 03 de la Girardière, le fossé 07 du Bouillon, le ruisseau de la Gairie et divers autres petits cours d'eau,.
Le Bieu, d'une longueur de 15 km, prend sa source dans la commune de La Chapelle-Cécelin et se jette  dans la Sée à Vernix, après avoir traversé dix communes.

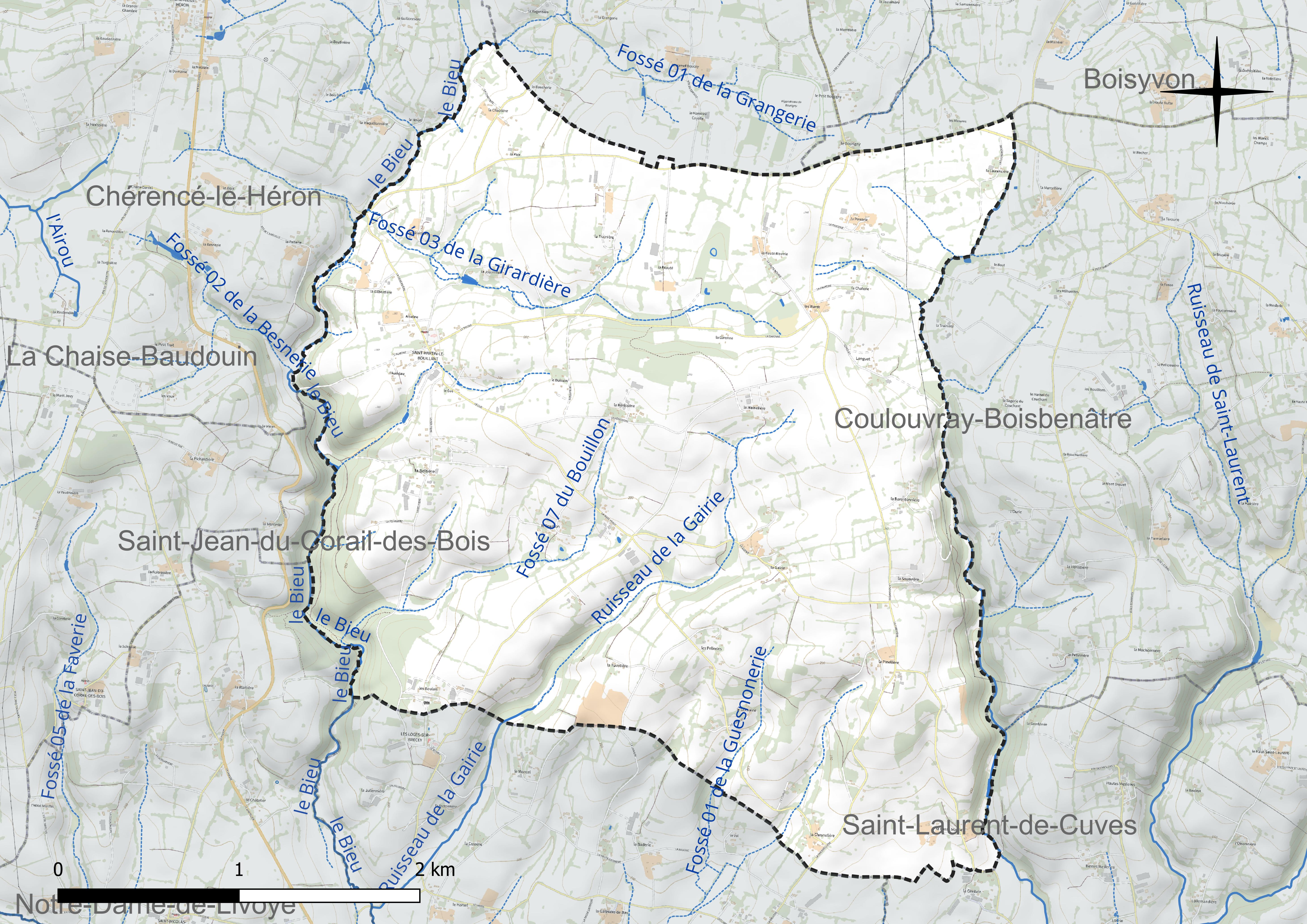
Réseau hydrographique de Saint-Martin-le-Bouillant.

### Climat
Pour des articles plus généraux, voir Climat de la Normandie et Climat de la Manche.
En 2010, le climat de la commune est de type climat océanique franc, selon une étude du CNRS s'appuyant sur une série de données couvrant la période 1971-2000. En 2020, Météo-France publie une typologie des climats de la France métropolitaine dans laquelle la commune est exposée à un climat océanique et est dans la région climatique Normandie (Cotentin, Orne), caractérisée par une pluviométrie relativement élevée (850 mm/a) et un été frais (15,5 °C) et venté. Parallèlement le GIEC normand, un groupe régional d’experts sur le climat, différencie quant à lui, dans une étude de 2020, trois grands types de climats pour la région Normandie, nuancés à une échelle plus fine par les facteurs géographiques locaux. La commune est, selon ce zonage, exposée à un « climat contrasté des collines », correspondant au Bocage normand, bien arrosé, voire très arrosé sur les reliefs les plus exposés au flux d’ouest, et frais en raison de l’altitude.
Pour la période 1971-2000, la température annuelle moyenne est de 10,3 °C, avec une amplitude thermique annuelle de 12,6 °C. Le cumul annuel moyen de précipitations est de 1 110 mm, avec 14,9 jours de précipitations en janvier et 9,7 jours en juillet. Pour la période 1991-2020, la température moyenne annuelle observée sur la station météorologique la plus proche, située sur la commune de Saint-Hilaire-du-Harcouët à 24 km à vol d'oiseau, est de 11,5 °C et le cumul annuel moyen de précipitations est de 929,5 mm,. Pour l'avenir, les paramètres climatiques de la commune estimés pour 2050 selon différents scénarios d’émission de gaz à effet de serre sont consultables sur un site dédié publié par Météo-France en novembre 2022.

## Urbanisme

### Typologie
Au 1er janvier 2024, Saint-Martin-le-Bouillant est catégorisée commune rurale à habitat très dispersé, selon la nouvelle grille communale de densité à sept niveaux définie par l'Insee en 2022.
Elle est située hors unité urbaine et hors attraction des villes,.

### Occupation des sols
L'occupation des sols de la commune, telle qu'elle ressort de la base de données européenne d’occupation biophysique des sols Corine Land Cover (CLC), est marquée par l'importance des territoires agricoles (93,1 % en 2018), une proportion identique à celle de 1990 (93,1 %). La répartition détaillée en 2018 est la suivante : prairies (47,7 %), zones agricoles hétérogènes (45,3 %), forêts (6,9 %). L'évolution de l’occupation des sols de la commune et de ses infrastructures peut être observée sur les différentes représentations cartographiques du territoire : la carte de Cassini (XVIIIe siècle), la carte d'état-major (1820-1866) et les cartes ou photos aériennes de l'IGN pour la période actuelle (1950 à aujourd'hui).

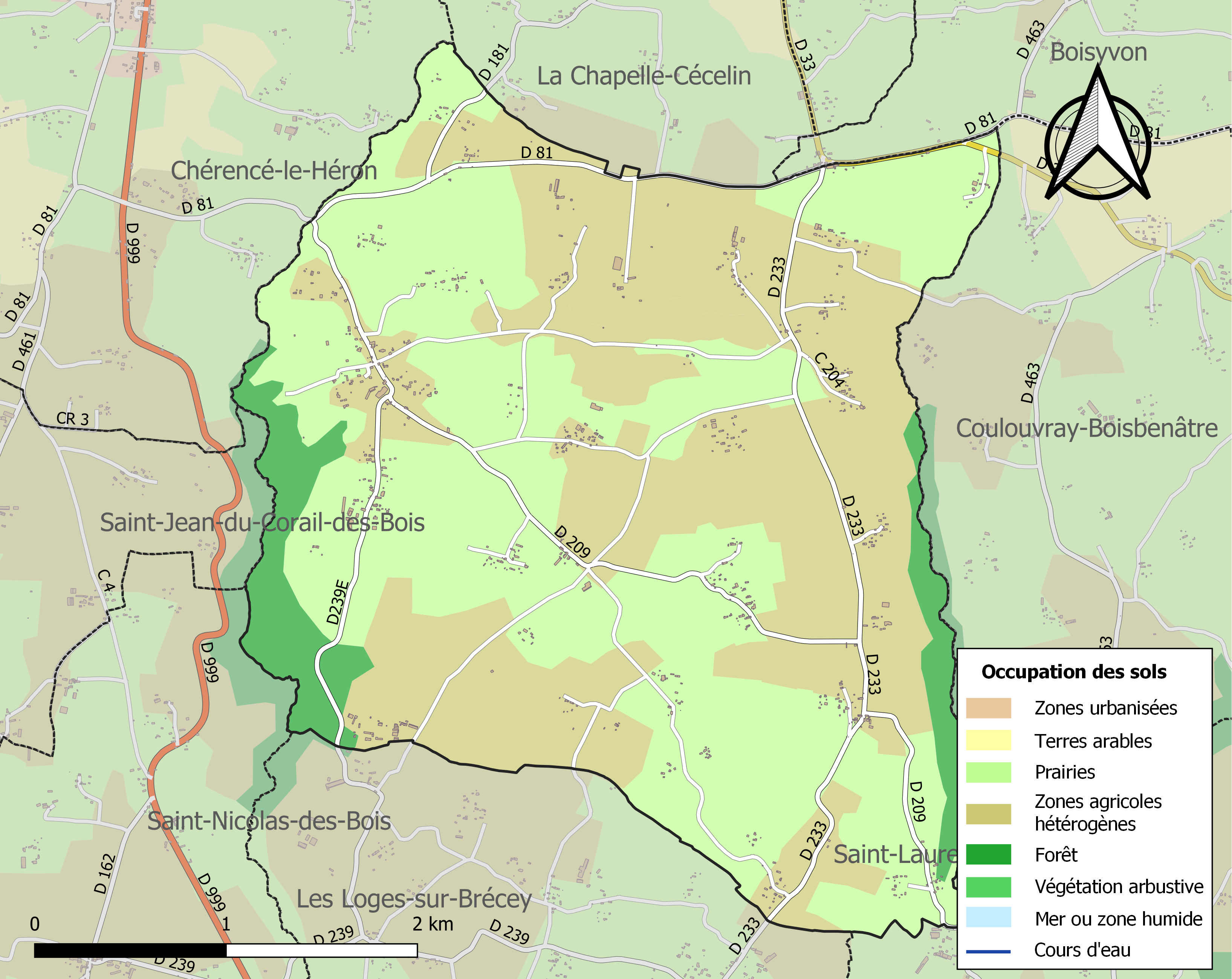
Carte des infrastructures et de l'occupation des sols de la commune en 2018 (CLC).

## Toponymie
Le nom primitif est Saint-Martin-le-Gast.
Le nom de la localité est attesté sous les formes Sancti Martini de Guasto entre 1172 et 1182, Sancti Martini le Bollant sans date, Saint Martin les Bouillant en 1793, Saint-Martin-le-Bouillant en 1801.
La paroisse est dédiée à Martin de Tours.
Le terme « bouillant » apparaît vers 1200, d'origine toponymique incertaine. Bouillant est un patronyme.
Le gentilé est Saint-Martinais.

## Histoire
Pendant la Révolution, Saint-Martin-le-Bouillant fut le théâtre de combats entre forces républicaines et Chouans qui avaient pour chef, Julien Berthelot dit le Vengeur.

## Politique et administration
| Période                                  | Période   | Identité               | Étiquette | Qualité                                             |
| ---------------------------------------- | --------- | ---------------------- | --------- | --------------------------------------------------- |
| 1792                                     | 1793      | Jean de Cassel         |           | Cultivateur                                         |
| 1795                                     | …         | Julien Coquelin        |           | Cultivateur                                         |
| 1796                                     | 1798      | Jean Duval             |           |                                                     |
| 1798                                     | 1799      | Richard Dumont         |           | Laboureur                                           |
| 1799                                     | 1800      | Pierre Charles Dumont  |           | Laboureur                                           |
| 1800                                     | 1815      | Julien Coquelin        |           | Cultivateur                                         |
| 1815                                     | 1831      | Richard Dumont         |           | Laboureur                                           |
| 1832                                     | 1835      | Julien Coquelin        |           | Cultivateur                                         |
| 1835                                     | 1852      | Jean Turgis            |           | Cultivateur                                         |
| 1852                                     | 1860      | Julien Lair-Gairie     |           | Cultivateur                                         |
| 1860                                     | 1914      | Baptiste Lair-Gairie   |           | Géomètre                                            |
| 1914                                     | 1927      | Jules Frémont          |           | Cultivateur (fait fonction de maire de 1914 à 1919) |
| 1927                                     | 1960      | Jean-Baptiste Chaumont |           | Débitant                                            |
| 1960                                     | 1971      | Marcel Lagoutte        |           | Charpentier                                         |
| 1971                                     | 1994      | Bernard Rubé           |           | Cultivateur                                         |
| décembre 1994                            | mars 2001 | Jean Lejamtel          |           |                                                     |
| mars 2001                                | mars 2008 | Fernand Debroise       | SE        |                                                     |
| mars 2008                                | mars 2020 | Michel Lebedel (d)     | SE        | Exploitant agricole                                 |
| mars 2020                                | En cours  | Bernard Lemasle (d)    | SE        | Proviseur retraité                                  |
| Les données manquantes sont à compléter. |           |                        |           |                                                     |

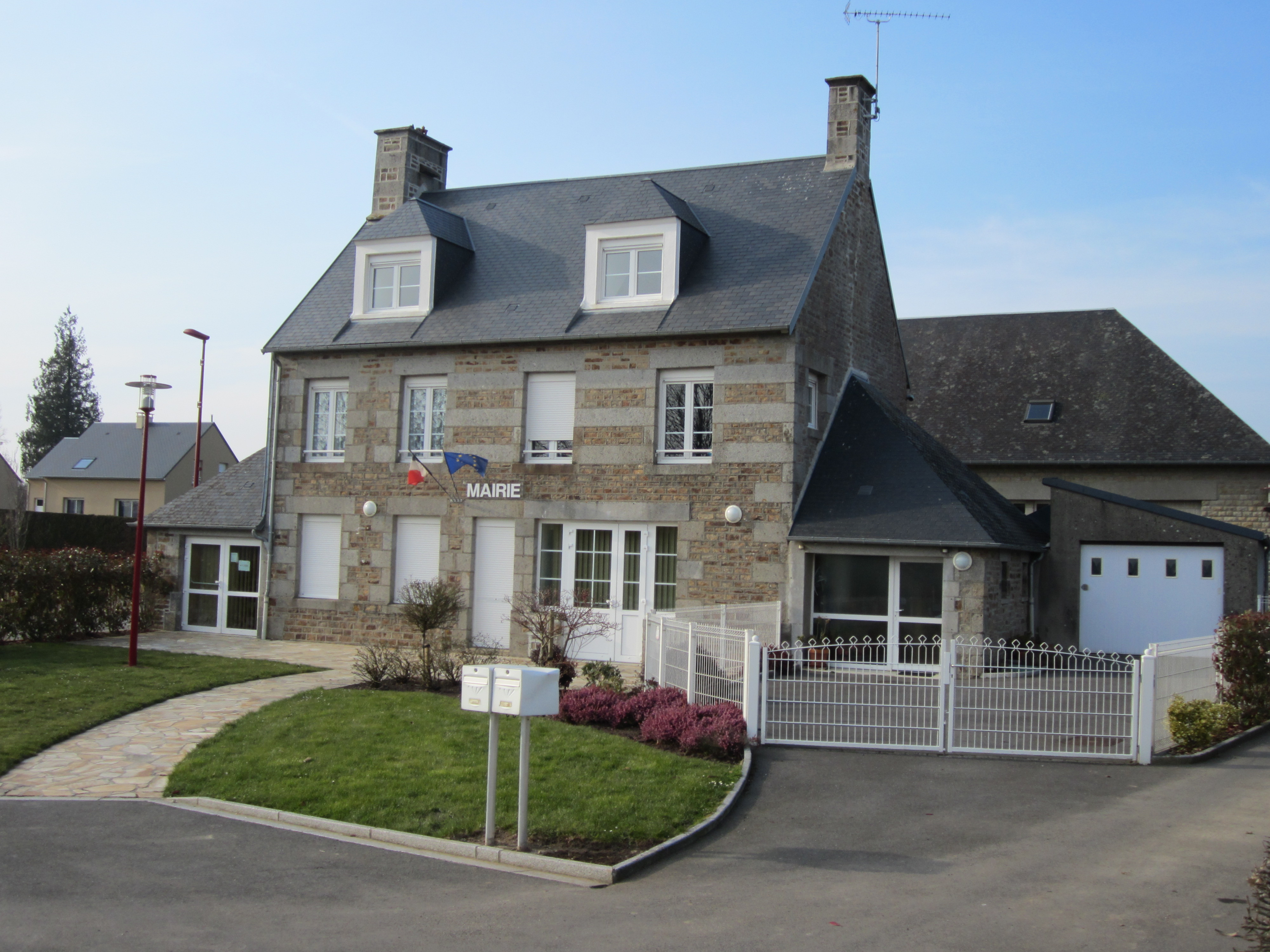
La mairie.

Le conseil municipal est composé de onze membres dont le maire et deux adjoints.

## Démographie
L'évolution du nombre d'habitants est connue à travers les recensements de la population effectués dans la commune depuis 1793. Pour les communes de moins de 10 000 habitants, une enquête de recensement portant sur toute la population est réalisée tous les cinq ans, les populations de référence des années intermédiaires étant quant à elles estimées par interpolation ou extrapolation. Pour la commune, le premier recensement exhaustif entrant dans le cadre du nouveau dispositif a été réalisé en 2007.
En 2022, la commune comptait 312 habitants, en évolution de −1,58 % par rapport à 2016 (Manche : −0,31 %, France hors Mayotte : +2,11 %).
Saint-Martin-le-Bouillant a compté jusqu'à 906 habitants en 1841.
| 1793 | 1800 | 1806 | 1821 | 1831 | 1836 | 1841 | 1846 | 1851 |
| ---- | ---- | ---- | ---- | ---- | ---- | ---- | ---- | ---- |
| 700  | 756  | 855  | 851  | 858  | 882  | 906  | 904  | 876  |

| 1856 | 1861 | 1866 | 1872 | 1876 | 1881 | 1886 | 1891 | 1896 |
| ---- | ---- | ---- | ---- | ---- | ---- | ---- | ---- | ---- |
| 850  | 830  | 848  | 800  | 817  | 788  | 676  | 655  | 578  |

| 1901 | 1906 | 1911 | 1921 | 1926 | 1931 | 1936 | 1946 | 1954 |
| ---- | ---- | ---- | ---- | ---- | ---- | ---- | ---- | ---- |
| 617  | 642  | 616  | 569  | 552  | 559  | 575  | 552  | 562  |

| 1962 | 1968 | 1975 | 1982 | 1990 | 1999 | 2006 | 2007 | 2012 |
| ---- | ---- | ---- | ---- | ---- | ---- | ---- | ---- | ---- |
| 479  | 422  | 375  | 339  | 303  | 305  | 287  | 284  | 305  |

| 2017 | 2022 | - | - | - | - | - | - | - |
| ---- | ---- | - | - | - | - | - | - | - |
| 318  | 312  | - | - | - | - | - | - | - |

## Économie
Selon les données de l'INSEE, la commune compte 77,4 % d'actifs en 2016 avec un taux de chômage de 10,2 %. Près de 30 % des personnes en activité l'exercent dans la commune même de leur résidence. Sur les 23 établissements actifs à Saint-Martin-le-Bouillant, 11 relèvent du secteur de l'agriculture et 7 du secteur du commerce et des transports.

## Lieux et monuments

### Église Saint-Martin

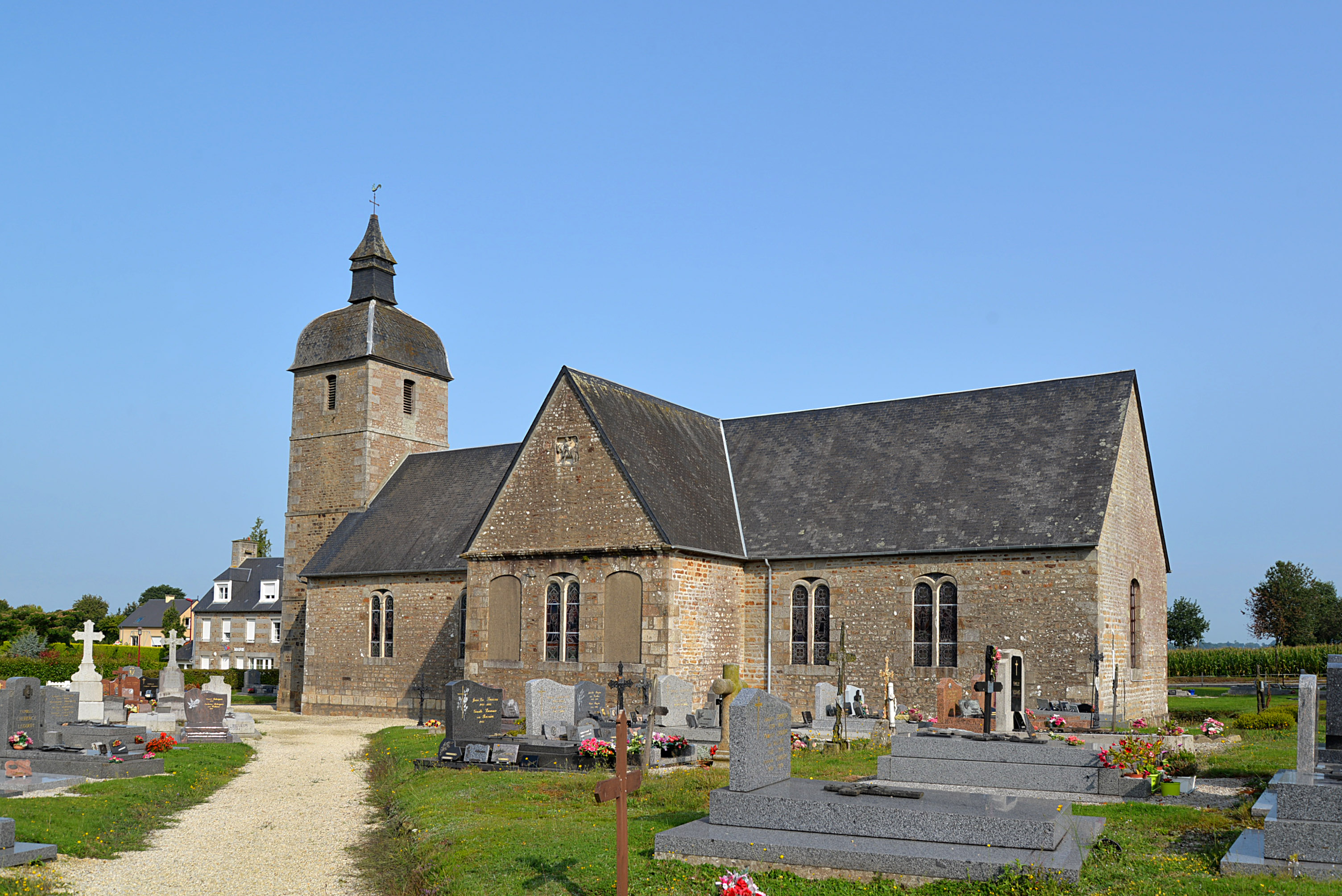
Église Saint-Martin.

Construite dans le dernier quart du XVIIIe siècle (1778), l'église se situe au sein d'un cimetière clos de murs, à quelques pas de la mairie. Elle fut donnée par Guillaume de Ducey (XIIe siècle) à l'abbaye de Savigny.

#### Description
L'édifice présente un plan simple en croix latine et se trouve pourvu en façade d'un clocher-porche de section carrée. Ce clocher comporte trois niveaux marqués, en élévation extérieure, par un bandeau plat, avec, au rez-de-chaussée et en façade principale, une ouverture en arc surbaissé, dépourvue de tout élément de décor, qui donne accès à l'église. Cette porte est surmontée, au premier niveau, d'un oculus central. Le deuxième niveau est aveugle, le troisième étant quant à lui percé sur chaque face d'une baie pourvue d' un abat-sons. Le clocher-porche est coiffé d'un dôme à impériale, rehaussé d'un lanternon que surmonte une croix agrémentée d'une girouette.
Le corps principal de l'église est composé d'un vaisseau central, rythmé en cinq travées, avec voûte en berceau lambrissé. Les transepts sont courts et le chevet, plat. Les toits, en bâtière, sont couverts d'ardoise.

#### Décor intérieur

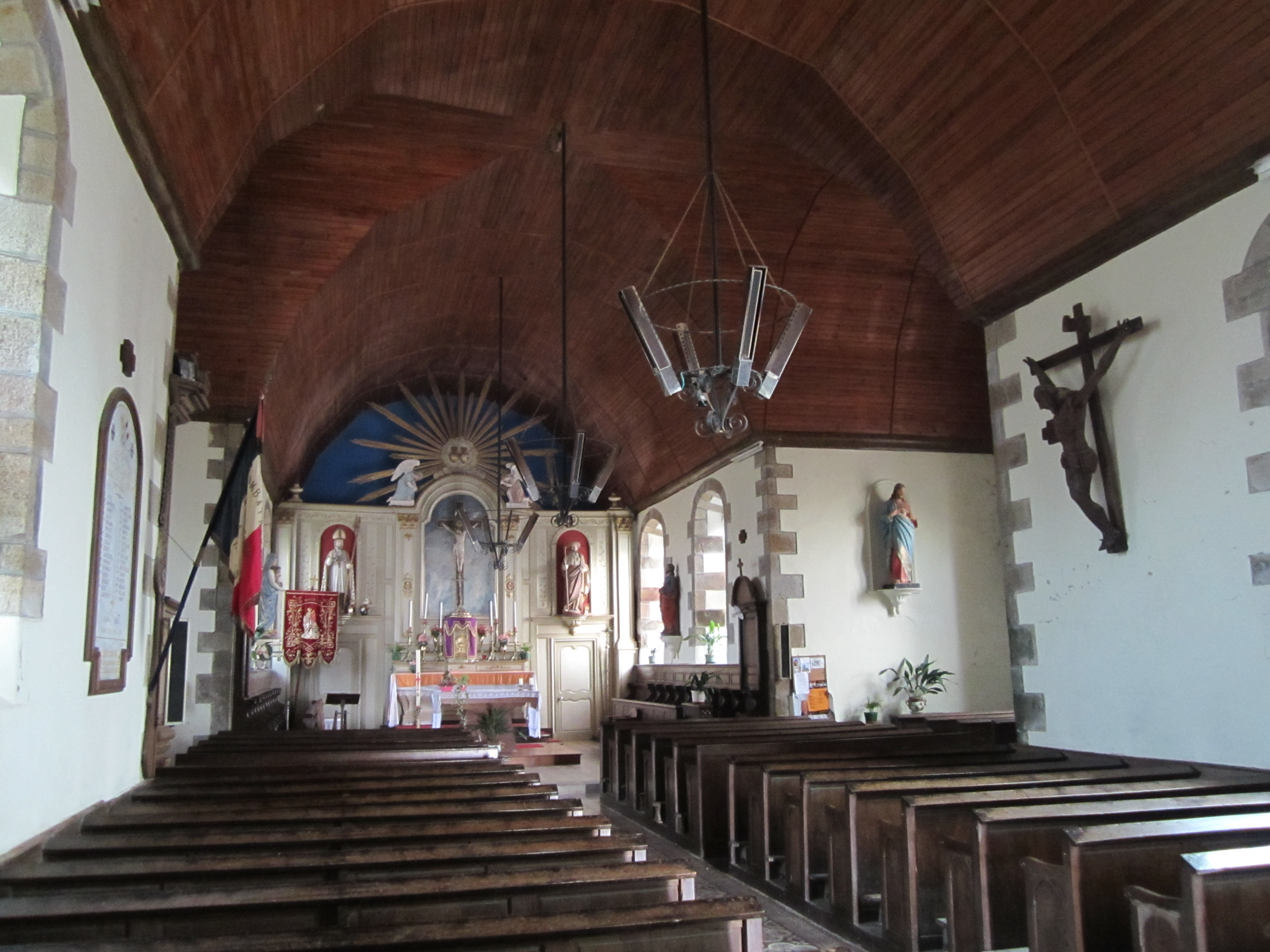
Intérieur de l'église.

Dans le chœur de l'église, un emmarchement conduit au maître-autel : il se dresse devant le retable en bois de la fin du XVIIIe siècle qui se trouve au chevet de l'édifice. Ce retable, qui a perdu le tableau qui ornait son panneau central, comporte deux niches qui surmontent les portes latérales menant à la sacristie. L'entablement du retable, sommé de deux pots à feu à ses extrémités, supporte en son milieu deux anges adorateurs agenouillés de part et d'autre du fronton cintré que surmonte une gloire rayonnante avec, en son centre, les cœurs associés de Jésus et de Marie. L'ensemble est inscrit au titre objet aux monuments historiques le 29 juillet 1991.

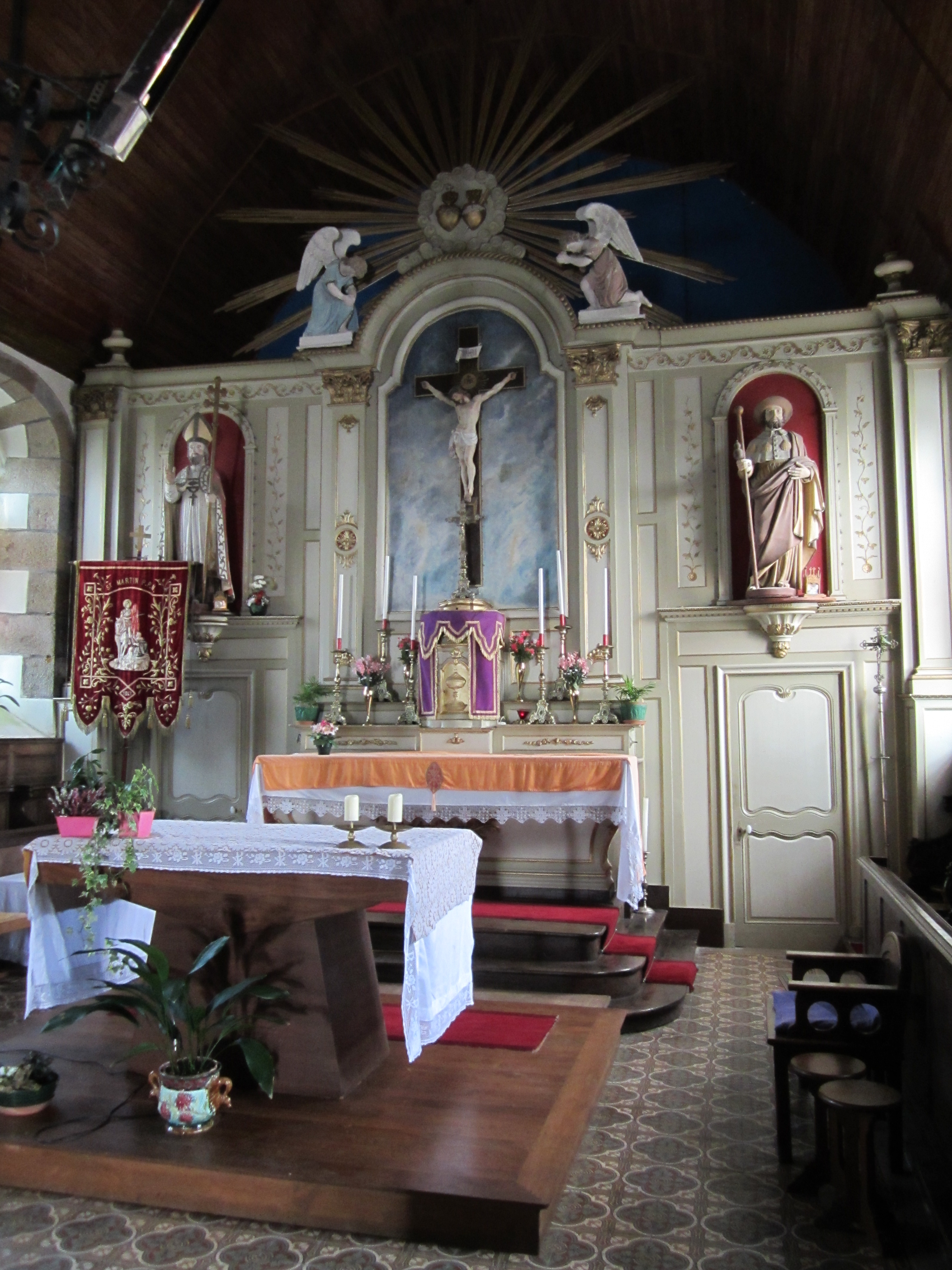
Maître-autel avec retable.

Dans les niches du retable figurent, à gauche, le saint patron de l'église, saint Martin, représenté en évêque et à droite, le patron secondaire, saint Jacques, représenté en pèlerin. Ces deux statues de plâtre, du XIXe siècle, sont inscrites au titre objet aux monuments historiques le 23 avril 1986.
La nef est garnie d'une bancellerie du XIXe siècle soigneusement entretenue et d'une chaire à prêcher du dernier quart du XVIIIe siècle dont l'abat-voix est orné d'une colombe du Saint-Esprit. Le long des murs du chœur se trouvent alignées, de part et d'autre, la stalle curiale, la stalle vicariale et les dix-huit stalles qui leur font suite. L'ensemble de ces éléments mobiliers de qualité est protégé au titre des monuments historiques depuis 1991.
Toutes les baies sont gémelées et pourvues de verrières datant de la première moitié du XIXe siècle dont certaines sont datées de 1927 et signées de Henri Mazuet, peintre-verrier normand. Le programme présente des scènes de la vie de saint Martin mais aussi des représentations de l'archange Michel et de saint Aubert, de sainte Geneviève et de saint Brice, de saint Pierre et de sainte Jeanne d'Arc, de saint Louis de Gonzague et de sainte Thérèse de l'Enfant Jésus, de la Vierge Marie et de saint Jean Eudes.
Les fonts baptismaux datés du XVIIIe, cylindriques et en granite, se situent à l'angle nord-ouest de la nef. Près d'eux se trouve un petit bénitier taillé en granite, daté de la fin du XVIe ou du début du XVIIe siècle inscrit au titre objet aux monuments historiques,.
L'édifice abrite également une statue de saint Joseph du XVIIIe, une Vierge à l'Enfant du XIVe.

#### Décor extérieur
À l'extérieur, sur le pignon du bras sud du transept, se trouve un cadran solaire quadrangulaire en calcaire daté de 1777, de même qu'un bas-relief encastré dans le mur, qui représente la charité de saint Martin mettant en scène le saint sur son cheval offrant la moitié de son manteau à un pauvre. Cette sculpture est datée du XIVe siècle. Ces deux éléments sculptés sont inscrits au titre objet aux monuments historiques depuis 1991,.

### Cimetière

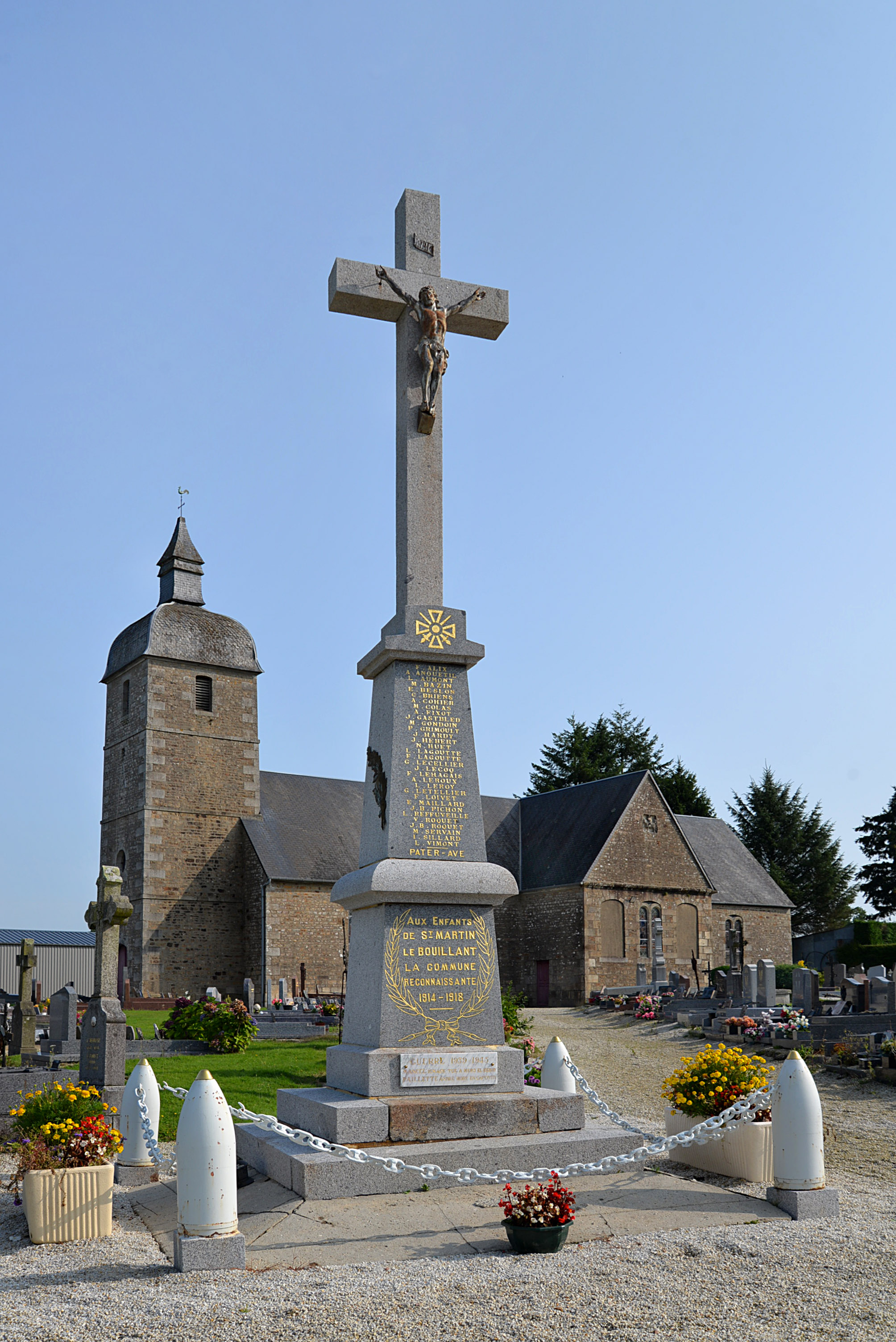
Monument aux morts.

Le cimetière renferme quelques pierres tombales datant du XVIIe siècle : celles, près du portail occidental de l'église, de Christofle Le Tellier Héricière (1542-1615) et de François Besnard dont la dalle funéraire est sculptée de deux paires de tibias en sautoir et celles, près de la porte du transept sud, d'André Tursus, ornée du monogramme IHS et de Marie Ves, épouse Le Tellier, ornée d’un cœur. Près de la croix du cimetière se trouve la tombe de Maître Pierre Homo (1718-1780), prêtre, curé de Saint Martin-le-Bouillant, à qui est due la reconstruction de l'église actuelle. La dalle funéraire est sculptée d'un calice sous hostie.
Près de l'entrée du cimetière, se dresse une croix dont le double socle est gravé des noms des 34 morts pour la France de la commune lors de la Grande Guerre et de la Seconde Guerre mondiale. L'espace du monument est délimité par quatre obus peints en blanc, reliés par une chaine. La liste gravée en lettres d'or comporte le prénom et le nom du soldat, la date de sa mort ainsi que le lieu où il est tombé ou a disparu, lorsqu'il a pu être identifié.

### Croix de chemin
Il se trouve sur le territoire de la commune deux croix de chemin : l'une dite Croix bleue, en bois peint en bleu clair, sur la route D 209 en direction de Saint-Laurent-de-Cuves, qui comporte un christ en métal et dont le dé en granite pourrait remonter au XVIIe siècle ; l'autre en granite, dite croix de la Souavière, qui tire son nom du lieu-dit près duquel elle se situe sur la route D 233 et qui porte la date de 1839 gravée sur son dé. La première appartient à un propriétaire privé qui en assure le fleurissement et la deuxième est propriété de la commune qui l'entretient.

### Points de vue sur le Mont-Saint-Michel
Pour partie, la commune de Saint-Martin-le-Bouillant se situe dans la zone tampon du Mont-Saint-Michel et sa baie, bien culturel inscrit au patrimoine mondial de l'humanité. Bien qu'elle se trouve à environ une trentaine de kilomètres à vol d'oiseau de ce site, elle offre en effet dans sa partie est, depuis les hauteurs le long de la route D 233 aux abords de la commune voisine de Les-Loges-sur-Brécey, deux points de vue remarquables sur le Mont et sa baie.

### Autres lieux et monuments
- Château des Boulais (XVIIIe – XIXe siècles). Cet ancien pavillon de chasse des ducs de Montgomery, situé au-dessus de la vallée de la Sée, est devenue une maison d'hôtes. Son allée est située sur les Loges-sur-Brécey[28].
- Ancien presbytère. Il fut racheté à la Révolution par Jean de Casset (XVIIIe siècle), ami d'Ambroise Parmentier, et maire de la commune qui introduisit la pomme de terre dans la région[28].
- Ferme équestre du Gué.

## Personnalités liées
- Christophe Gadbled (Saint-Martin-le-Bouillant, 1734 - 1782), mathématicien et hydrogéographe.